# Лейтенант Пульвер
Лейтенант Пульвер' (англ. Ensign Pulver) — американська комедія 1964 року.

## Сюжет
1945 рік. На старому вантажному судні посеред Тихого океану капітану Мортону хочеться стати хорошим командиром і він вимагає від своєї команди сумлінної праці. Незабаром його команда хоче повернутися додому, проте капітан ігнорує всякі прохання і ситуація доходить до заколоту. Але ніхто не насмілюється перечити капітану, поки не відбудеться злий жарт, який призведе до фатальних наслідків.

## У ролях
| Актор               | Роль             |
| ------------------- | ---------------- |
| Роберт Вокер мол.   | Френк Пульвер    |
| Берл Айвз           | капітан Мортон   |
| Волтер Маттау       | Док              |
| Томмі Сендс         | Бруно            |
| Міллі Перкінс       | Скотті           |
| Кей Медфорд         | старша медсестра |
| Ларі Гегмен         | Біллінгс         |
| Пітер Маршалл       | Карні            |
| Джозеф Марр         | Доуді            |
| Джералд С. О'Лофлін | ЛпСуеур          |
| Діана Сендс         | Міла             |
| Роберт Матек        | Стретч           |
| Джек Ніколсон       | Йомен Долан      |